# Luc Millecamps
Luc Millecamps (* 10. September 1951 in Waregem) ist ein ehemaliger belgischer Fußballspieler. Er ist der jüngere Bruder von Marc Millecamps.

## Spielerkarriere
Millecamps spielte seine ganze Karriere lang beim KSV Waregem, bei dem er 1969 bis 1986 unter Vertrag war. Mit Waregem wurde er 1974 belgischer Pokalsieger und 1982 nationaler Supercupsieger.

## Internationale Spielerkarriere
Millecamps nahm an der Fußball-Europameisterschaft 1980 in Italien teil und wurde dort mit dem Team als Kapitän Vizeeuropameister. Bei der Fußball-Weltmeisterschaft 1982 in Spanien schied der mit den Belgiern in der Zwischenrunde als Gruppenletzter aus.

## Erfolge
- 1× belgischer Pokalsieger (1974)
- 1× Mal belgischer Supercupsieger (1982)